# Glenea olbrechtsi
Glenea olbrechtsi là một loài bọ cánh cứng trong họ Cerambycidae.